# مرض إنفلونزا الطيور
يُعد مرض إنفلونزا الطيور إتش 5 إن 1 الواسع الانتشار في أنحاء العالم تهديدًا وبائيًا في غاية الخطورة.
في حين أنه يوجد سلالات من مرض إنفلونزا الطيور إتش 5 إن 1  المعروف؛ فهي تعتبر مختلفة اختلافًا كليًا عن المرض المعروف حاليًا، فهي سلالة مرض إتش 5 إن 1 عالية على المستوى الجيني، مما يجعل الانتشار واسع عالميًا من هذه السلالة غير المسبوقة. فسلالة مرض إتش 5 إن 1 هي طفرة سريعة التحور وكذلك خطورة فيروس إنفلونزا الطيور مسبب لمرض شديد عند مختلف أنواع الطيور. وهو مرض وبائي حيواني وأيضا مرض يصيب الحيوانات من أنواع مختلفة خاصة في مناطق شاهقة.
«ظهرت دراسات عن مرض إنفلونزا الطيور منذ 1997 وتشير عن أن تلك الفيروسات مستمرة في التطور مع تغيرات في استضداد ومجموعة من الجينات الداخلية؛ تجعل توسيع نطاق الاستضافة في سلالة الطيور وقدرتها على إصابة فصائل من السنوريات لم يسبق لها مثيل؛ وتعزز من مسببات الأمراض في حيوانات التجارب المصابة مثل الجزران والقوارض حيث تسبب عدوى شاملة وتزيد من استقرار البيئي.»
نفقت عشرات الملايين من الطيور جراء مرض إنفلونزا الطيور ومئات الملايين منها ذُبحت ورُميت للحد من انتشار المرض.  وظهر المرض في بلدان عدة والذي تسبب في نفاق الالآف بل في معظم الحالات الملايين من الطيور بالترتيب كالتالي: كوريا الجنوبية، فيتنام، اليابان، تايلاند، كمبوديا، لاغوس، إندونيسيا، الصين، ماليزيا، روسيا، كازاخستان، منغوليا، تركيا، رومانيا، كرواتيا، أوكرانيا، قبرص، العراق، نيجيريا، مصر، الهند، فرنسا، النيجر، البوسنا، أذربيجان، ألبانيا، الكاميرون، ميانمار، أفغانستان، إسرائيل، باكستان، الأردن، بوركينا فاسو، ألمانيا، السودان، ساحل العاج، جيبوتي، المجر، المملكة المتحدة، الكويت، بنغلاديش، السعودية، غانا، جمهورية التشيك، توغو، نيبال، وبوتان. كما ظهر المرض في البرية في العديد من البلدان: النمسا، بلغاريا، الدنمارك، اليونان، إيران، إيطاليا، بولندا، صربيا والجبل الأسود، سلوفاكيا، إسبانيا، السويد، وسويسرا. في حين لم تظهر علامات الإصابة لمرض الإنفلونزا عند البشر والدواجن والطيور البرية والقطط وحيوانات أخرى في أنحاء قارتي أسيا وإفريقيا؛ كما لم تظهر معلومات كافية عن نطاق انتشارها.